# Кукриче
Кукриче (серб. Кукричје / Kukričje) — село в общине Билеча Республики Сербской Боснии и Герцеговины. Население составляет 20 человек по переписи 2013 года.

## Население[3]
Население по годам:
- 1961 год — 115 человек
- 1971 год — 74 человека
- 1981 год — 54 человека (все сербы)
- 1991 год — 37 человек (все сербы)